# Ray Traylor
Raymond W. (Ray) Traylor Jr. (Marietta (Georgia), 2 mei 1963 - Paulding County (Georgia), 22 september 2004), beter bekend als Big Boss Man, was een Amerikaans professioneel worstelaar. Taylor was bekend in de World Wrestling Federation (nu bekend als WWE).
Traylor overleed in zijn huis in Paulding County aan een hartaanval.

## In het worstelen
- Finishers
  - Boss Man Slam (WWF) / Big Bubba Slam (WCW) / Traylor Trash (WCW)

- Signature moves
  - Backbreaker
  - Bear hug
  - Bolo punch
  - Enzuigiri
  - Eye rake
  - Leapfrog body guillotine to an opponent draped over the middle rope
  - Powerbomb
  - Running corner body splash
  - Sidewalk slam
  - Spinebuster
  - Uppercut or a throat thrust

- Managers
  - Skandor Akbar
  - Baby Doll
  - Jim Cornette
  - Slick
  - Jimmy Hart
  - Ted DiBiase

## Prestaties
- Universal Wrestling Federation
  - UWF World Heavyweight Championship (1 keer)

- World Wrestling Federation
  - WWF Hardcore Championship (4 keer)
  - WWF Tag Team Championship (1 keer met Ken Shamrock)

- Wrestling Observer Newsletter awards
  - Most Improved (1987)
  - Worst Feud of the Year (1996) - vs. John Tenta
  - Worst Feud of the Year (1999) - vs. The Big Show
  - Worst Worked Match of the Year (1999) - vs. Al Snow op Unforgiven